# Cowbridge with Llanblethian
Cowbridge with Llanblethian är en community i Storbritannien.   Den ligger i kommunen Vale of Glamorgan och riksdelen Wales, i den södra delen av landet, 230 km väster om huvudstaden London.
Communityn består av orten Cowbridge med 3 804 invånare och omgivande landsbygd. Kyrkbyn Llanblethian är en del av tätorten Cowbridge.